# Kunžak
Kunžak település Csehországban, a Jindřichův Hradec-i járásban. Kunžak Heřmaneč, Český Rudolec, Člunek, Strmilov, Studená, Nová Bystřice és Střížovice településekkel határos. Lakosainak száma 1430 fő (2024. január 1.).

## Népesség
A település lakosságának változását az alábbi diagram mutatja:
| Lakosok száma | 3988 | 3732 | 3097 | 1832 | 1561 | 1459 | 1496 | 1476 | 1448 | 1430 |
|               | 1869 | 1890 | 1921 | 1950 | 1980 | 2001 | 2017 | 2019 | 2022 | 2024 |